# Лаго ди Тремолето (Фрозиноне)
Лаго ди Тремолето је насеље у Италији у округу Фрозиноне, региону Лацио.
Према процени из 2011. у насељу је живело 71 становника. Насеље се налази на надморској висини од 274 м.